# Vorhaut-Wiederherstellungsgerät

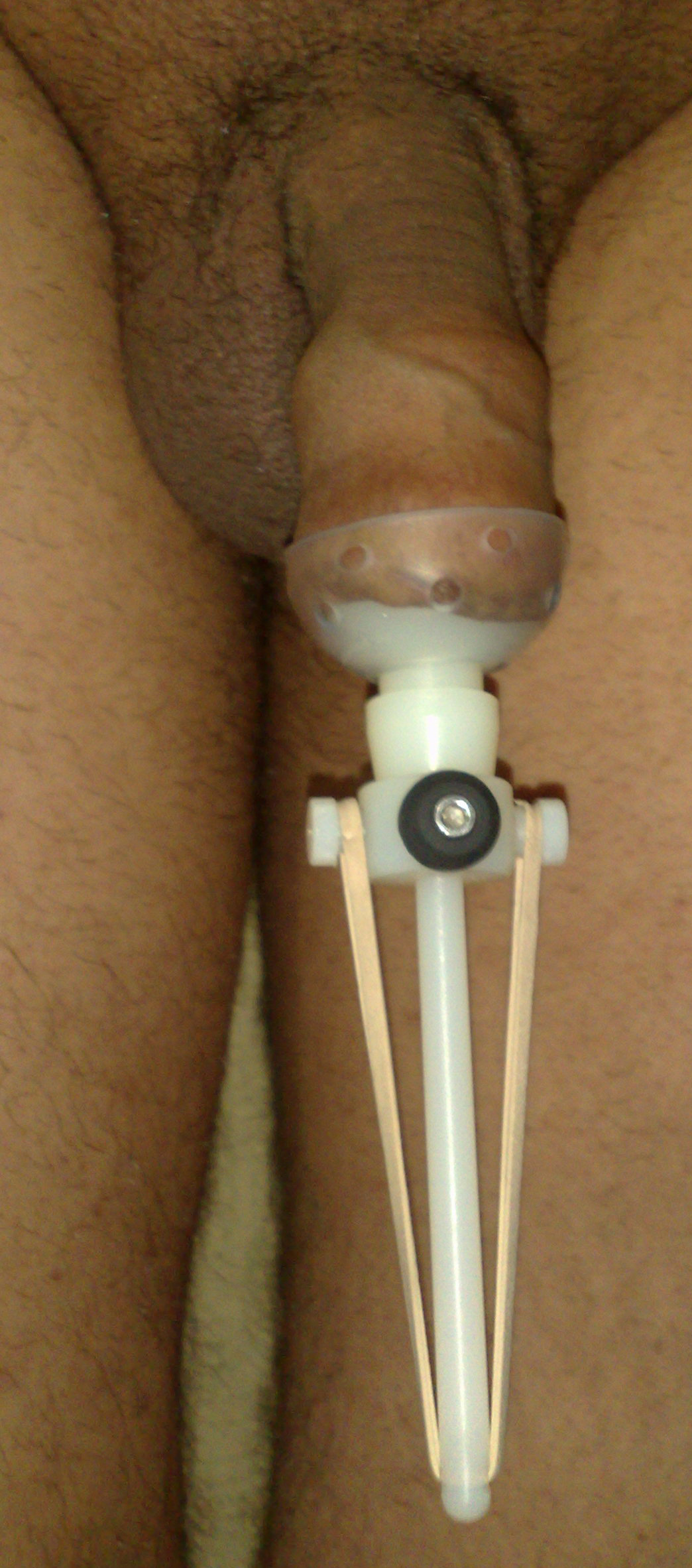
Vorhaut-Wiederherstellungsapplikator

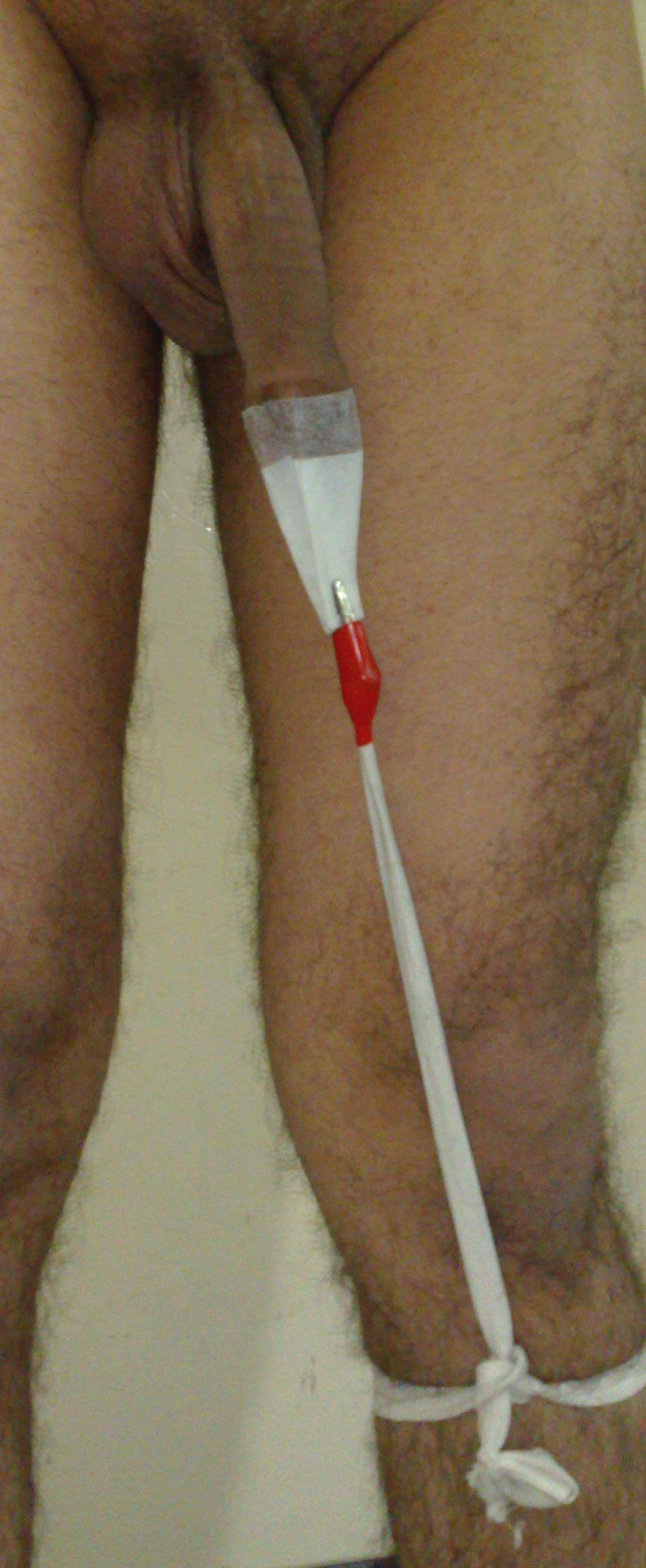
Alternative Wiederherstellung mittels Taping und Zug

Ein Vorhaut-Wiederherstellungsgerät ist eine nicht-chirurgische Vorrichtung, mit der sich eine Wiederherstellung der Penisvorhaut nach einer Beschneidung (Zirkumzision) erzielen lässt. Alle bisher bekannten Geräte basieren auf der Technik der mechanischen Ausdehnung von Weichgewebe, die das Nachwachsen neuer Haut durch mechanisch induzierte Zellteilung stimuliert. Dazu wird entweder verbliebene Vorhaut oder über die Eichel (Glans penis) gezogene Penis-Schafthaut zunächst fixiert und anschließend in die Länge gezogen oder ballonartig gedehnt. Die erzeugte Streck- oder Dehnungsspannung wird über Minuten bis Stunden aufrechterhalten. Je nach verwendeter Dehnungstechnik, Gerätebauart und Anwendungsdauer führt dies innerhalb von Monaten bis Jahren zur Bildung einer partiellen bis vollständigen Ersatz-Vorhaut, die äußerlich kaum von einer natürlichen Vorhaut zu unterscheiden ist.

## Geschichte
Bis zum 2. Jahrhundert n. Chr. wurde der Pondus Judaeus bei einigen beschnittenen Männern verwendet. Bei diesem Gerät handelte es sich um ein tubusförmiges Gewicht aus Bronze, Kupfer oder Leder, das am verbliebenen Rest der Vorhaut angebracht wurde, die in jenem Zeitalter meist nicht vollständig abgeschnitten wurde (Tushmet 1965).
Während des späten 20. Jahrhunderts und des frühen 21. Jahrhunderts wurden neue Techniken entwickelt, um den Bedürfnissen von eng beschnittenen Männern gerecht zu werden. Diese Beschneidungen ließen häufig wenig bewegliche Haut auf dem Penisschaft zurück, was von Entwicklern von Wiederherstellungstechniken berücksichtigt wurde. Einige Geräte erfordern nur wenig verfügbare Haut, um verwendet werden zu können. In den neunziger Jahren wurden bei der Vorhautrestaurierung vorwiegend Klebebänder verwendet, wie sie in Krankenhäusern oder für Leichtathletikzwecke Anwendung finden. Damit lässt sich die Haut sowohl nach vorne ziehen, als auch ein Gewichte oder eine Zugvorrichtung anbringen, um Spannung zu erzeugen. Im Laufe der Zeit wurden Geräte mit Haut-Klemmmechanismen entwickelt, die nicht mehr auf Klebeband angewiesen sind.

## Funktionsweise
Die folgenden Schritte beschreiben die Anwendung typischer Geräte und deren generell zugrunde liegenden Zugmechanismen:
- Auf der Eichel wird ein Konus oder eine Kunststoffschale als untere Halterung platziert.
- Die Haut wird auf diese untere Halterung gezogen.
- Die Haut wird entweder mit Klebeband an der unteren Halterung befestigt oder von oben mit einer semi-flexiblen Griffkappe bedeckt. Im letzteren Fall klemmt ein gerätespezifischer Mechanismus die vorgezogene Haut zwischen unterer Halterung und Griffkappe ein.
- Die hinter der Klemmvorrichtung befindliche Penis-Schafthaut wird durch Zug am Gerät gestreckt. Dies kann mithilfe von Gewichten oder Gummibändern erfolgen.
- Eine Variante erzeugt den Zug durch einen internen oder außen angebrachten Streckmechanismus aus Federn, Gummizügen oder einer Gewindemechanik. Dazu besitzt das Gerät meist ein zusätzliches Druckelement (Schale oder Stempel) unter der unteren Halterung, das gegen die Eichel drückt. Werden Druckelement und Klemmvorrichtung durch den Streckmechanismus auseinander gedrückt, wird hauptsächlich nur der Hautbereich gedehnt, der zwischen dem Druckelement und der Klemmvorrichtung liegt. Diese Variante wird häufig als „bidirektionales“ Wiederherstellungsgerät bezeichnet.

## Geräteübersicht
Nachfolgend werden derzeit angebotene oder verwendete Geräte in alphabetischer Reihenfolge mit einer kurzen Funktionsbeschreibung aufgelistet.

### Wiederherstellungsgeräte ohne Klebeband

#### CAT II Q
Der CAT II Q war eines der ersten bidirektionalen „klebebandlosen“ Restaurationsgeräte. Er besteht aus einer Zugstange mit einer Drückerplatte und einer Glocke mit einem Silikongreifer. Die Glocke ist auf der Zugstange frei beweglich. Sie hat eine Spannzange, um sie an Ort und Stelle zu halten. Die Spannzange gleitet leicht über die Zugstange und bleibt dort, wo sie platziert ist. Sie lässt sich manuell neu positionieren, um die Spannung anzupassen. Die Haut wird über die Glocke gelegt und von einem Silikongreifer an Ort und Stelle gehalten. Die Glocke wird anschließend in die gewünschte Position bewegt und dort fixiert, um die Spannung bereitzustellen und zu halten.
Zusätzlich zur CAT II Q-Standardkonfiguration ist ein Tiefenschieber erhältlich, der den Druck von der Eichel entlastet und die Effizienz der Spannung verbessert. Für die Verwendung des Tiefenschiebers ist eine ausreichende Menge Haut erforderlich. Es sind auch Basisringe erhältlich, um zu verhindern, dass die Skrotal- und Schamhaut entlang des Schafts gedehnt wird, was wiederum die Effizienz verbessert.

#### Dual Tension Restorer (DTR)
Der Dual Tension Restorer (DTR) kann entweder als bidirektionales Wiederherstellungsgerät oder als herkömmliches Zuggerät verwendet werden. Es wurde von Chuck Torres erfunden. Es ist ein einfach zu bedienendes und zu reinigendes Gerät, das fast ausschließlich aus Nylon gefertigt ist. Es besteht aus einer Drückerplatte, die an einem Schaft befestigt ist, auf dem sich die Nylonglocke frei bewegen kann. Die Glocke ist außerdem mit einer Spannschraube ausgestattet, mit der die Glocke fixiert werden kann. Es gibt einen Silikongreifer, der die Vorhaut an Ort und Stelle hält. Die Glocke hat zwei Nylonschrauben, mit denen Gummibänder an Ort und Stelle gehalten werden, die durch den Schaft geführt werden. Die Gummibänder sorgen für die nötige Spannung. Die Spannung der Vorhaut durch den DTR hängt hauptsächlich von der Größe der Schaftstange und der Zahl, Größe und Stärke der Gummibänder ab. Zudem lässt sich der Schaft mit der Drückerplatte entfernen und durch eine Stange mit einem Ring und Haken ersetzen. In dieser Anordnung kann der DTR als Zuggerät verwendet werden.

#### FIT
Das FIT (Foreskin Inflation Tool) ist ein Gerät zum direkten Aufblasen der Vorhaut. Die Glocke besteht aus Delrin-Kunststoff und die Greifer aus Spezialeffekt-Theatersilikon. Zusätzlich zur lateralen Hautdehnung im aufgeblasenen Zustand lässt sich axialer Zug durch spezielles Zugwerkzeug und ein 500 g Gewicht ausüben. Das in sich geschlossene, medizinische Industrieventil ermöglicht ein einfaches Aufblasen und Anbringen von Zubehör.

#### foreGestalt Begleiter
Der foreGestalt Begleiter ist ein einteiliges und unauffälliges Gerät zum Einklemmen der Haut, das Ende 2019 erstmals vorgestellt wurde. Es besteht aus einem durchscheinenden, hautähnlich weichen und extrem dehnbaren Silikon-Copolymer-Körper, in den ein starrer, hohler Zugeinsatz eingelassen ist. Der foreGestalt Begleiter lässt sich einfach wie ein Kondom überstülpen. Dazu wird zunächst die trichterförmige Basis vorübergehend auf die Eichel gesetzt, dann die Schafthaut über die Basisaußenseite geschoben und von oben durch Überrollen einer weichen Manschette in Position gehalten. Elastische Bänder, Gewichte oder ein optional erhältlicher, ringförmiger Spannrahmen mit Kissen können dann am Zugeinsatz befestigt werden, um sowohl die eingeklemmte Hautröhre als auch die dahinter befindliche Penis-Schafthaut axial zu dehnen. Die anliegende Spannung hebt das Gerät von der Eichel ab und entlastet sie so von potenziell schädigenden Druckkräften. Der foreGestalt Begleiter bleibt sowohl auf einem schlaffen als auch auf einem erigierten Penis gleichermaßen gut sitzen und fällt auch nicht bei nächtlichen Erektionen ab. Ein röhrenförmiger Durchgang ermöglicht das Wasserlassen, ohne das Gerät abnehmen zu müssen. Sein Design und die gewählten Materialien verleihen dem foreGestalt Begleiter einen außergewöhnlich hohen Tragekomfort und verhindern kontraproduktive Quetschungen und Hautirritationen.

#### Myskinclamp
Myskinclamp besteht aus einem Edelstahl-Drückerkegel mit einer Feder, die auf einen zweiten Stahlkegel drückt, der auf dem Drückerschaft frei entlang gleiten kann. Ein Kunststoffkegel hält die Vorhaut an Ort und Stelle. Es gibt auch eine Option, mit der sich das Gerät mithilfe eines Gurtes entweder am Bein befestigen oder auf andere Art ziehen lässt.

#### TLC Tugger und TLC-X
Der TLC Tugger besteht aus zwei hohlen Halbkegeln aus weichem, lebensmittelechtem Silikon. Der untere Kegel wird auf die Eichel gelegt, die Vorhaut dann über diesen Kegel geschoben, um sie anschließend durch Absenken des oberen Kegels einzuklemmen. Der untere Kegel hat einen Griff, an dem elastische Gurte oder Gewichte angebracht werden können, um Spannung zu erzeugen. Das TLC-X Modell verfügt über einen zusätzlichen Drücker im Kegel, der für bidirektionale Spannung sorgt, und eine Stange zum Anbringen von Gewichten oder Gummibändern. Jedes dieser Geräte wird auf der Grundlage einer Eichelbreitenmessungen im schlaffen und erigierten Zustand für jeden Benutzer maßgeschneidert geliefert.

### Wiederherstellungsgeräte mit Klebeband

#### Foreskin Natural Restorer
Das Gerät besteht aus einer Edelstahlglocke, die auf einer Stange gleiten kann, und einer Schraube, um die Spannung zu halten. Die Haut wird über die Glocke gelegt und mit Klebeband fixiert. Anschließend wird die Glocke an die gewünschte Stelle bewegt, um die erforderliche Spannung aufzubringen.

#### Penile Uncircumcising Device (PUD)
Es handelt sich um eine trichterförmige Edelstahlkammer, über die die Vorhaut gezogen wird und mithilfe von Klebeband an Ort und Stelle gehalten wird. Das Gewicht des Geräts selbst erzeugt die erforderliche Zugspannung.

#### Supercanister
Ein präzisionsgefertigtes Gerät aus lebensmittelechtem Dupont® Delrin-Polymer mit einem Drahtbügel aus rostfreiem Stahl. Das Gerät wird mit Klebeband befestigt und mit einem am Bügel angebrachten Gummiband gezogen. Ein Durchgangsloch ermöglicht einfaches Wasserlassen, ohne das Gerät entfernen zu müssen.